# Samuel Pearson Goddard
Samuel Pearson Goddard Junior, né le 8 août 1919 à Clayton (Missouri) et mort le 1er février 2006 à Paradise Valley (Arizona), est un homme politique américain, gouverneur de l'Arizona de 1965 à 1967.

## Biographie
Titulaire d'un Bachelor of Arts en histoire de l'Université Harvard (1941), il s'engage dans les forces aériennes et sert comme officier des communications pendant la Seconde Guerre mondiale en Angleterre, en Inde, en Afrique du Nord et dans le Pacifique Sud. Il est libéré en 1946 avec le grade de major, mais demeure actif dans la réserve, gravissant la hiérarchie jusqu'au grade de colonel. 

### Carrière politique
Après la guerre, il s'établit à Tucson en Arizona avec sa femme et obtient un diplôme en droit de l'Université de l'Arizona (1949). Il s'investit dans la vie communautaire et en politique locale pour le Parti démocrate, dont il devient président de la section de l'Arizona en 1960. Après avoir échoué une première fois en 1962, il est élu gouverneur de l'Arizona en 1964 en devançant son opposant, le Républicain et futur procureur général des États-Unis Richard Kleindienst (53 % - 47 %).
Pendant son mandat à la tête de l'Arizona, il négocie avec les gouverneurs des États voisins et obtient un accord important sur la gestion de l'eau du bassin du Colorado, accord qui permettra le développement économique de l'État au cours des décennies suivantes. Il s'est également distingué en signant une loi interdisant toute discrimination liée au genre, à l'âge, à la religion et à l'origine ethnique.
Aux élections de 1966, puis à nouveau en 1968, il est battu par Jack Richard Williams. Il poursuit toutefois son engagement avec les Démocrates en siégeant dans les instances locales et nationales du parti.